# Стара Рудувка
Стара Рудувка (пол. Stara Rudówka, нім. Alt Rudowken, 1939–1945 Hammerbruch) — село в Польщі, у гміні Рин Гіжицького повіту Вармінсько-Мазурського воєводства.
Населення — 178 осіб (2011).
У 1975-1998 роках село належало до Сувальського воєводства.

## Демографія
Демографічна структура станом на 31 березня 2011 року:
|          | Загалом | Допрацездатний вік | Працездатний вік | Постпрацездатний вік |
| -------- | ------- | ------------------ | ---------------- | -------------------- |
| Чоловіки | 97      | 23                 | 68               | 6                    |
| Жінки    | 81      | 18                 | 45               | 18                   |
| Разом    | 178     | 41                 | 113              | 24                   |